# مثرودة
المثرودة هو طبق ليبي شعبي له حمولة تقليدية، يعتمد بصورة أساسية على الخبز المفتت مع إضافة الحليب والسمن واحيانًا يضاف اليه اللحم
كما ان هنام نوعًا مستحدثًا من المثرودة يعتمد على تقطيع عجينة الفطير إلى قطع صغيرة الحجم في صحن عميق وغمسها بالحليب والسكر، ويستخدم عادة خبز الرقاق في هذه الأكلة. وتزين عند التقديم بالبيض المسلوق والتمر والعسل والمكسرات.